# بيل دونلاب
بيل دونلاب (بالإنجليزية: Bill Dunlap)‏ هو لاعب كرة قاعدة أمريكي، ولد في 1 مايو 1909 في بالمر في الولايات المتحدة، وتوفي في 29 نوفمبر 1980 في ريدينغ في الولايات المتحدة.